# 慶恕
庆恕（1840年3月6日—1919年4月20日），原諱慶恩，分部後因與順承郡王同名，奉堂諭改為慶恕，字云阁，萨克达氏，满洲镶黄旗人，今辽宁抚顺人，清朝及中华民国官员，中医医生。

## 生平[3]
道光二十年（1840年），生于辽宁抚顺一个满洲旗人家庭。自幼受母亲影响，喜好中医。20岁时，其母因被医生误诊而死亡。庆恕受到震动，开始学习中医。同治九年（1870年）中举人。1876年中进士，授户部主事。后升为郎中，任凉州府知府。在任凉州府知府期间，其中医学著作《医学摘粹》于1896年在北京出版。不久，转任兰州府知府。
1904年，任西宁办事大臣，任至1912年中华民国成立后不久转任青海办事长官，旋即被解职。1917年，自西宁回到奉天（今沈阳），此后以行医为生。后来曾被张奎彬聘为中国医学研究所名誉所长。
1919年，病逝，享年79岁。